# Orlando Rojas
Orlando Rafael Rojas Cantillo (Santa Marta, Magdalena, 28 de diciembre de 1963) es un exfutbolista y entrenador asistente colombiano. Jugaba como defensa central y actualmente es asistente de Alberto Gamero en A. Deportivo Cali.

## Trayectoria

### Futbolista
Militó como profesional durante 16 años, iniciando su carrera con Unión Magdalena en 1983, teniendo una primera etapa en el club de 8 años.
En 1991 llega a Junior, en donde juega el primer semestre del año. Posteriormente, recala en Envigado F. C., en donde juega el segundo semestre del mismo año.
Llega a Millonarios en 1992, club en donde juega hasta mediados de 1995, con uno de los mejores rendimientos de su carrera.
En 1995 llega a Unión Magdalena en una segunda etapa de un año, destacándose así entre los jugadores con más temporadas disputadas en el club.
A mediados de 1996 llega a Atlético Bucaramanga, en donde juega solamente ese segundo semestre del año. Luego, llega a Unicosta, club en donde juega durante los próximos dos años, para luego retirarse en 1998.

### Entrenador
Como entrenador, dirigió como encargado al Unión Magdalena en el Torneo Finalización 2005.
Más recientemente, ha estado en la faseta de entrenador asistente desde el Torneo Finalización 2009, cuando se unió al grupo de trabajo de Alberto Gamero, reemplazando a Darío Sierra.
Siendo asistente de Gamero ha celebrado cuatro títulos, dos ligas y dos copas entre Millonarios y Deportes Tolima.

## Estadísticas

### Como entrenador
| Equipo                           | Período             | Período             | Período           | Partidos | Partidos | Partidos | Partidos |
| Desde                            | Hasta               | Ref.                | PJ                | PG       | PE       | PP       |          |
| -------------------------------- | ------------------- | ------------------- | ----------------- | -------- | -------- | -------- | -------- |
| A. D. Unión Magdalena · Colombia | 3 de agosto de 2005 | 3 de agosto de 2005 | [ 19 ]            | 1        | 0        | 1        | 0        |
| Consolidado Total                | Consolidado Total   | Consolidado Total   | Consolidado Total | 1        | 0        | 1        | 0        |

## Palmarés

### Como entrenador asistente

#### Campeonatos nacionales
| Título          | Club              | Año  |
| --------------- | ----------------- | ---- |
| Copa Colombia   | C. D. Tolima      | 2014 |
| Torneo Apertura | C. D. Tolima      | 2018 |
| Copa Colombia   | Millonarios F. C. | 2022 |
| Torneo Apertura | Millonarios F. C. | 2023 |